# Marius Ouédraogo
Marius Ouédraogo (* 22. November 1933; † 15. Juli 1995) war ein burkinischer Geistlicher und römisch-katholischer Bischof von Ouahigouya.

## Leben
Marius Ouédraogo empfing am 29. Juni 1963 das Sakrament der Priesterweihe.
Papst Johannes Paul II. ernannte ihn am 8. November 1984 zum Bischof von Ouahigouya. Der Erzbischof von Ouagadougou, Paul Kardinal Zoungrana MAfr, spendete ihm am 16. Februar des folgenden Jahres die Bischofsweihe; Mitkonsekratoren waren sein Amtsvorgänger Denis Tapsoba MAfr und der emeritierte Bischof von Bobo-Dioulasso, André-Joseph-Prosper Dupont MAfr.
Als Wahlspruch wählte er Cum Maria Mater Jesu. Er starb nach kurzer schwerer Krankheit im Alter von 61 Jahren.